# Сираока
Сираока (яп. 白岡市 Сираока-си) — город в Японии, находящийся в префектуре Сайтама. Площадь города составляет 24,88 км², население — 51 176 человек (1 августа 2014), плотность населения — 2056,91 чел./км².

## Географическое положение
Город расположен на острове Хонсю в префектуре Сайтама региона Канто. С ним граничат города Сайтама, Касукабе, Куки, Хасуда и посёлок Миясиро.

## Население
Население города составляет 51 176 человек (1 августа 2014), а плотность — 2056,91 чел./км². Изменение численности населения с 1980 по 2005 годы:
| 1980 | 31 624 чел. |  |
| 1985 | 34 171 чел. |  |
| 1990 | 38 319 чел. |  |
| 1995 | 43 225 чел. |  |
| 2000 | 46 999 чел. |  |
| 2005 | 48 389 чел. |  |

## Символика
Деревом города считается сосна, цветком — цветок груши грушелистной.